# Luise Beerli
Luise Beerli (* 1942) ist eine Schweizer Sängerin und Jodlerin aus Höngg in Zürich.
Die gebürtige Appenzellerin wuchs dort in einer Bauernfamilie auf und erhielt durch ihre Leidenschaft für den eigenen Traktor den Beinamen «Traktor-Beerli». Sie arbeitete als Verkäuferin und später als kaufmännische Angestellte in der Automobilbranche.
In ihrer musikalischen Laufbahn nahm sie Gesangsunterricht bei Alex Eugster und interpretierte Jodellieder sowie volkstümliche Schlager. Sie wurde unter anderem vom Trio Eugster sowie von den Ländlerkapellen Edi Bär und Carlo Brunner engagiert.
2020 publizierte Yvonne Türler-Kürsteiner die Beerli-Biographie «Die Jodlerin vom Hönggerberg».